# The Miser's Child
Pour plus de détails, voir Fiche technique et Distribution.
The Miser's Child est un film muet américain, produit par Kalem, réalisé par Sidney Olcott, sorti en 1910.

## Fiche technique
- Titre original : The Miser's Child
- Réalisateur : Sidney Olcott
- Photographie :
- Société de production : Kalem Company
- Pays de production : États-Unis
- Lieu de tournage : Jacksonville (Floride)
- Longueur : 940 pieds
- Date de sortie :
  - États-Unis : 25 février 1910 (New York)

## À noter
- Le film est tourné à Jacksonville en Floride où la Kalem Company a installé un studio.